# Белов, Борис Алексеевич
Бори́с Алексе́евич Бело́в (род. 15 августа 1943, Красноярск) — советский футболист, вратарь.

## Карьера
За свою карьеру выступал в советских командах «Спартак» Орджоникидзе, «Спартак» Москва и «Труд» Воронеж.